# Лавровая ветвь (премия)
«Лавровая ветвь» — российская национальная премия в области неигрового кино и телевидения. Вручается с 2000 года. Выдвигаются на премию фильмы на языках народов России.

## Основа
Учредители премии:
- Виталий Всеволодович Манский («Студия ЛАВР Гильдии неигрового кино и телевидения»)
- Сергей Валентинович Мирошниченко (Студия «Остров»)
- Валерий Давыдович Рузин («Центр СКИП — Фильм»)
- Лев Николаевич Николаев («Телерадиокомпания Цивилизация»)
- Андрей Леонидович Разбаш («Телекомпания ВИД»)
- Анатолий Григорьевич Малкин («Телекомпания АТВ»)
- Наталья Викторовна Манская (Студия «Вертов и Ко»)
- Манана Альбертовна Асламазян («Интерньюс»)
- Геннадий Евгеньевич Городний («Школа — Студия документального кино», «Продюсерский Центр неигрового кино и телевидения ДИАЛОГ»)
- Юлия Борисовна Меламед (ТВ студия Репортер)
- Вячеслав Николаевич Тельнов («Санкт-Петербургская студия документальных фильмов»)
- Константин Григорьевич Мелик-Авакян (Российская Центральная киновидеостудия хроникально-документальных и учебных фильмов)
- Георгий Александрович Негашев («Свердловская Киностудия»)

В разные годы премия называлась:
- 2000—2002[1] — «Лавровая ветвь»
- 2003—2007 — Премия «Лавр»[2]
- с 2008 — «Лавровая ветвь»

## Номинации
Премия вручается ежегодно по девяти номинациям:
- Лучший неигровой кинофильм (фильм должен быть снят для кинотеатрального показа, в том числе на киноплёнке. Любой жанр, любая продолжительность)
- Лучший авторский неигровой арт-фильм на киноплёнке или видео (приз учрежден Фондом Эдуарда Сагалаева в размере 5000$)
- Лучший полнометражный неигровой телевизионный фильм (любой жанр, продолжительность не менее 40 минут)
- Лучший короткометражный неигровой телевизионный фильм (любой жанр, продолжительность до 40 минут)
- Лучший просветительский фильм (продолжительностью до 90 минут), телепрограмма (продолжительностью до 60 минут; при выдвижении цикловой программы принимается одна серия, произведённая в текущем году. Продолжительность внестудийных съёмок должна быть не менее 90 %)
- Лучший документальный сериал, цикл документальных телепрограмм (принимаются три серии, произведённые за последний год; если производство сериала закончено, принимается первая, последняя и любая промежуточная серия. Продолжительность внестудийных съёмок должна быть не менее 90 %)
- Лучший документальный дебют в кино и на телевидении (принимаются первые самостоятельные работы, в том числе курсовые и дипломные. Рассматриваются режиссёрские, операторские, сценарные, продюсерские дебюты)
- Лучший по профессии (сценарист, оператор, звукорежиссёр, продюсер) (ротация профессии, каждый год)
- За вклад в кинолетопись (по данной номинации выдвижения не производится, победитель объявляется на безальтернативной основе)

Дирекция принимает работы на дисках DVD и заполненной анкетой участника ежегодно с 10 июня по 10 сентября.

## Форма и размер Премии. Порядок вручения
Ежегодная национальная премия «Лавровая ветвь» вручается в виде Приза — бронзовой скульптуры «ЛАВР» работы скульптора Вадима Кириллова. Также возможно вручение денежной премии, размер которой определяется дополнительным решением советом Жюри Конкурса по согласованию с Дирекцией Конкурса, Коллектив авторов и производителей — победителей Конкурса имеют право за свой счёт заказать не более двух копий Приза. Авторам и производителям, удостоенным Премии, в торжественной обстановке вручается Приз «ЛАВР». Номинантам Конкурса вручается Диплом. Сроки вручения Премии — последняя декада года.

## Критика
Виктор Матизен в статье в «Новых известиях» раскритиковал награждение фильма «Вода» премией «Лавр»: «Отдав премию паранаучной и притом заведомо недобросовестной ленте, Совет „Лавра“, в котором доминируют представители телеканалов, фактически выдал „великую тайну“ самого телевидения — его готовность обрабатывать мозги любыми средствами».